# Lista de canções escritas e produzidas por Suga
Min Yoon-gi (Hangul: 민윤기; nascido em 9 de março de 1993), mais conhecido pelo seu nome artístico Suga e Agust D, é um rapper, compositor e produtor musical sul-coreano. Administrado pela Big Hit Entertainment, ele estreou como membro do grupo masculino sul-coreano BTS em 2013. Em 2016, ele lançou sua primeira mixtape solo, intitulada Agust D. A Korea Music Copyright Association atribuiu mais de 77 músicas a Suga como compositor e produtor, incluindo "Wine", da cantora Suran, que ganhou como melhor canção Soul/R&B do ano em 2017 no Melon Music Awards. Em janeiro de 2018, Suga foi promovido a membro efetivo da Korea Music Copyright Association.

## 2010-2013
| Year | Artista                  | Canção                      | Álbum            | Letra da música | Letra da música                                         | Música    | Música                                      |
| Year | Artista                  | Canção                      | Álbum            | Creditado       | Com                                                     | Creditado | Com                                         |
| ---- | ------------------------ | --------------------------- | ---------------- | --------------- | ------------------------------------------------------- | --------- | ------------------------------------------- |
| 2010 | D-Town                   | "518-062"                   | Single sem álbum | Não             |                                                         | Sim       |                                             |
| 2013 | Rap Monster, Suga, & Jin | "Adult Child"               | Single sem álbum | Sim             | Rap Monster                                             | Não       |                                             |
| 2013 | BTS                      | "We Are Bulletproof Pt. 2"  | 2 Cool 4 Skool   | Sim             | Pdogg, "hitman" bang, Supreme Boi, Rap Monster          | Não       |                                             |
| 2013 | BTS                      | "Outro: Circle Room Cypher" | 2 Cool 4 Skool   | Sim             | Rap Monster, J-Hope, V, Jimin, Jungkook, Jin, & Pdogg   | Não       |                                             |
| 2013 | BTS                      | "I Like It"                 | 2 Cool 4 Skool   | Sim             | Slow Rabbit, J-Hope, Rap Monster                        | Não       |                                             |
| 2013 | BTS                      | "No More Dream"             | 2 Cool 4 Skool   | Sim             | Supreme Boi, J-Hope, Rap Monster, "hitman" bang, Pdogg  | Não       |                                             |
| 2013 | BTS                      | "Path"                      | 2 Cool 4 Skool   | Sim             | Rap Monster, J-Hope, "hitman" bang, & Pdogg             | Sim       | Rap Monster, J-Hope, "hitman" bang, & Pdogg |
| 2013 | BTS                      | "N.O."                      | O!RUL8,2?        | Sim             | Pdogg, "hitman" bang, Rap Monster, & Supreme Boi        | Não       |                                             |
| 2013 | BTS                      | "We On"                     | O!RUL8,2?        | Sim             | Pdogg, Rap Monster, & J-Hope                            | Não       |                                             |
| 2013 | BTS                      | "If I Ruled the World"      | O!RUL8,2?        | Sim             | Pdogg, J-Hope, Rap Monster                              | Não       |                                             |
| 2013 | BTS                      | "Coffee"                    | O!RUL8,2?        | Sim             | Urban Zakapa, Pdogg, Slow Rabbit, Rap Monster, & J-Hope | Não       |                                             |
| 2013 | BTS                      | "BTS Cypher Pt. 1"          | O!RUL8,2?        | Sim             | Supreme Boi, Rap Monster, & J-Hope                      | Não       |                                             |
| 2013 | BTS                      | "Attack on Bangtan"         | O!RUL8,2?        | Sim             | Pdogg, Rap Monster, J-Hope, & Supreme Boi               | Não       |                                             |
| 2013 | BTS                      | "Satoori Rap"               | O!RUL8,2?        | Sim             | Pdogg, Rap Monster, & J-Hope                            | Não       |                                             |

## 2014
| Artista | Canção                                     | Álbum                            | Letra da música | Letra da música                                                             | Música    | Música              |
| Artista | Canção                                     | Álbum                            | Creditado       | Com                                                                         | Creditado | Com                 |
| ------- | ------------------------------------------ | -------------------------------- | --------------- | --------------------------------------------------------------------------- | --------- | ------------------- |
| BTS     | "Intro: Skool Luv Affair"                  | Skool Luv Affair                 | Sim             | Pdogg, Slow Rabbit, Rap Monster, & J-Hope                                   | Não       |                     |
| BTS     | "Boy In Luv"                               | Skool Luv Affair                 | Sim             | Pdogg, "hitman" bang, Rap Monster, & Supreme Boi                            | Não       |                     |
| BTS     | "Where did you come from?"                 | Skool Luv Affair                 | Sim             | Kwon Dae Hee, Kim Kyeong Mo, Rap Monster, & J-Hope                          | Não       |                     |
| BTS     | "Just One Day"                             | Skool Luv Affair                 | Sim             | Pdogg, Rap Monster, & J-Hope                                                | Não       |                     |
| BTS     | "Tomorrow"                                 | Skool Luv Affair                 | Sim             | Rap Monster, Slow Rabbit, & J-Hope                                          | Sim       | Slow Rabbit,        |
| BTS     | "BTS Cypher Pt. 2: Triptych"               | Skool Luv Affair                 | Sim             | Supreme Boi, Rap Monster, & J-Hope                                          | Não       |                     |
| BTS     | "Spine Breaker"                            | Skool Luv Affair                 | Sim             | Pdogg, OWO, Rap Monster, J-Hope, Slow Rabbit, Supreme Boi, & Song Chang Sik | Não       |                     |
| BTS     | "Jump"                                     | Skool Luv Affair                 | Sim             | Rap Monster, Pdogg, Supreme Boi, & J-Hope                                   | Sim       | Pdogg & Supreme Boi |
| BTS     | "Miss Right"                               | Skool Luv Affair Special Edition | Sim             | Pdogg, Slow Rabbit, "hitman" bang, Rap Monster, & J-Hope                    | Não       |                     |
| BTS     | "I Like It "(Slow Jam Remix)               | Skool Luv Affair Special Edition | Sim             | Brother Su, Pdogg, Slow Rabbit, Rap Monster, & J-Hope                       | Não       |                     |
| BTS     | "Danger"                                   | Dark & Wild                      | Sim             | Pdogg, Thanh Bui, "hitman" bang, Rap Monster, & J-Hope                      | Não       |                     |
| BTS     | "War of Hormone"                           | Dark & Wild                      | Sim             | Pdogg, Supreme Boi, Rap Monster, & J-Hope                                   | Não       |                     |
| BTS     | "Hip Hop Lover"                            | Dark & Wild                      | Sim             | Pdogg, Rap Monster, & J-Hope                                                | Não       |                     |
| BTS     | "Let Me Know"                              | Dark & Wild                      | Sim             | Rap Monster, Pdogg, & J-Hope                                                | Sim       | Pdogg               |
| BTS     | "Rain"                                     | Dark & Wild                      | Sim             | Slow Rabbit, Rap Monster, & J-Hope                                          | Não       |                     |
| BTS     | "BTS Cypher Pt. 3: Killer" com Supreme Boi | Dark & Wild                      | Sim             | Supreme Boi, Rap Monster, & J-Hope                                          | Não       |                     |
| BTS     | "Would You Turn off Your Cellphone?"       | Dark & Wild                      | Sim             | Pdogg, Rap Monster, & J-Hope                                                | Não       |                     |
| BTS     | "Blanket Kick"                             | Dark & Wild                      | Sim             | "hitman" bang, Shawn, Slow Rabbit, Pdogg, Rap Monster, & J-Hope             | Não       |                     |
| BTS     | "24/7=Heaven"                              | Dark & Wild                      | Sim             | Pdogg, Slow Rabbit, Rap Monster, & J-Hope                                   | Não       |                     |
| BTS     | "Look Here"                                | Dark & Wild                      | Sim             | Lee Ho Hyoung, Jinbo, Rap Monster, & J-Hope                                 | Não       |                     |
| BTS     | "2nd Grade"                                | Dark & Wild                      | Sim             | Supreme Boi, Rap Monster, J-Hope, & Pdogg                                   | Não       |                     |
| BTS     | "The Stars"                                | Wake Up                          | Sim             | KM-MARKIT, Rap Monster, J-Hope, & Pdogg                                     | Não       |                     |
| BTS     | "Jump" (versão japonesa)                   | Wake Up                          | Sim             | Rap Monster, Pdogg, Supreme Boi, & J-hope                                   | Sim       | Pdogg & Supreme Boi |
| BTS     | "Danger" (versão japonesa)                 | Wake Up                          | Sim             | Pdogg, Thanh Bui, Rap Monster, J-Hope, & KM-MARKIT                          | Não       |                     |
| BTS     | "Boy In Luv" (versão japonesa)             | Wake Up                          | Sim             | Pdogg, "hitman" bang, Rap Monster, Supreme Boi, & KM-MARKIT                 | Não       |                     |
| BTS     | "Just One Day" (versão japonesa)           | Wake Up                          | Sim             | Pdogg, Rap Monster, J-hope, & yasu2000                                      | Não       |                     |
| BTS     | "I Like It" (versão japonesa)              | Wake Up                          | Sim             | Slow Rabbit, Rap Monster, & J-hope                                          | Não       |                     |
| BTS     | "I Like It Pt. 2"                          | Wake Up                          | Sim             | Slow Rabbit, Rap Monster, & J-hope                                          | Não       |                     |
| BTS     | "No More Dream" (versão japonesa)          | Wake Up                          | Sim             | Pdogg, "hitman" bang, Rap Monster, J-hope, & Supreme Boi                    | Não       |                     |
| BTS     | "Attack on Bangtan" (versão japonesa)      | Wake Up                          | Sim             | Pdogg, Rap Monster, & J-hope                                                | Não       |                     |
| BTS     | "N.O." (versão japonesa)                   | Wake Up                          | Sim             | Pdogg, "hitman" bang, Rap Monster, J-hope, & Supreme Boi                    | Não       |                     |
| BTS     | "Wake Up"                                  | Wake Up                          | Sim             | Swing-O, Rap Monster, J-hope, & KM-MARKIT                                   | Não       |                     |

## 2015
| Artista | Canção              | Álbum                                     | Letra da música | Letra da música                                                      | Música    | Música                                                               |
| Artista | Canção              | Álbum                                     | Creditado       | Com                                                                  | Creditado | Com                                                                  |
| ------- | ------------------- | ----------------------------------------- | --------------- | -------------------------------------------------------------------- | --------- | -------------------------------------------------------------------- |
| BTS     | "I Need U"          | The Most Beautiful Moment in Life, Part 1 | Sim             | Pdogg, "hitman" bang, Rap Monster, & J-Hope                          | Não       |                                                                      |
| BTS     | "Hold Me Tight"     | The Most Beautiful Moment in Life, Part 1 | Sim             | Slow Rabbit, Pdogg, V, Rap Monster, J-Hope, & Kim Beon Chang         | Sim       | Slow Rabbit, Pdogg, V, Rap Monster, & J-Hope                         |
| BTS     | "Dope"              | The Most Beautiful Moment in Life, Part 1 | Sim             | Slow Rabbit, 귓방망이, "hitman" bang, Rap Monster, & J-Hope          | Sim       | Pdogg, 귓방망이, "hitman" bang, & J-Hope                             |
| BTS     | "Boyz with Fun"     | The Most Beautiful Moment in Life, Part 1 | Sim             | Rap Monster, Pdogg, "hitman" bang, J-Hope, Jin, Jimin, & V           | Sim       | Pdogg                                                                |
| BTS     | "Converse High"     | The Most Beautiful Moment in Life, Part 1 | Sim             | Pdogg, Slow Rabbit, Rap Monster, & J-Hope                            | Sim       | Pdogg, Slow Rabbit, Rap Monster, & J-Hope                            |
| BTS     | "Moving On"         | The Most Beautiful Moment in Life, Part 1 | Sim             | Pdogg, Rap Monster, & J-Hope                                         | Sim       | Pdogg, Rap Monster, & J-Hope                                         |
| BTS     | "Intro: Never Mind" | The Most Beautiful Moment in Life, Part 2 | Sim             | Slow Rabbit                                                          | Sim       | Slow Rabbit                                                          |
| BTS     | "Run "              | The Most Beautiful Moment in Life, Part 2 | Sim             | Pdogg, "hitman" bang, Rap Monster, V, Jungkook, & J-Hope             | Sim       | Pdogg, "hitman" bang, Rap Monster, V, Jungkook, & J-Hope             |
| BTS     | "Butterfly"         | The Most Beautiful Moment in Life, Part 2 | Sim             | "hitman" bang, Slow Rabbit, Pdogg, Brother Su, Rap Monster, & J-Hope | Sim       | "hitman" bang, Slow Rabbit, Pdogg, Brother Su, Rap Monster, & J-Hope |
| BTS     | "Whalien 52"        | The Most Beautiful Moment in Life, Part 2 | Sim             | Pdogg, Brother Su, "hitman" bang, Rap Monster, J-Hope, & Slow Rabbit | Sim       | Pdogg, Brother Su, "hitman" bang, Rap Monster, J-Hope, & Slow Rabbit |
| BTS     | "Ma City"           | The Most Beautiful Moment in Life, Part 2 | Sim             | Pdogg, "hitman" bang, Rap Monster, & J-Hope                          | Sim       | Pdogg, "hitman" bang, Rap Monster, & J-Hope                          |
| BTS     | "Dead Leaves"       | The Most Beautiful Moment in Life, Part 2 | Sim             | Rap Monster, Slow Rabbit, Jungkook, "hitman" bang, J-Hope, & Pdogg   | Sim       | Rap Monster, Slow Rabbit, Jungkook, "hitman" bang, J-Hope, & Pdogg   |

## 2016
| Artista | Canção                                        | Álbum                                            | Letra da música | Letra da música                                                                                        | Música    | Música       |
| Artista | Canção                                        | Álbum                                            | Creditado       | Com | Creditado | Com          |
| ------- | --------------------------------------------- | ------------------------------------------------ | --------------- | --- | --------- | ------------ |
| BTS     | "Fire"                                        | The Most Beautiful Moment in Life: Young Forever | Sim             | Pdogg, "hitman" bang, Rap Monster, & Devine Channel                                                    | Não       |              |
| BTS     | "Save Me"                                     | The Most Beautiful Moment in Life: Young Forever | Sim             | Pdogg, Ray Michael Djan Jr, Ashton Foster, Samantha Harper, Rap Monster, & J-Hope                      | Não       |              |
| BTS     | "Epilogue: Young Forever"                     | The Most Beautiful Moment in Life: Young Forever | Sim             | Slow Rabbit, "hitman" bang, Rap Monster, & J-Hope                                                      | Não       |              |
| BTS     | "Love Is Not Over" (Edição completa)          | The Most Beautiful Moment in Life: Young Forever | Sim             | Jungkook, Slow Rabbit, Pdogg, Jin, Rap Monster, & J-Hope                                               | Não       |              |
| BTS     | "Run" (Ballad Mix)                            | The Most Beautiful Moment in Life: Young Forever | Sim             | Pdogg, "hitman" bang, Suga, V, & Jungkook                                                              | Não       |              |
| BTS     | "Run" (Alternative Mix)                       | The Most Beautiful Moment in Life: Young Forever | Sim             | Pdogg, "hitman" bang, Rap Monster, V, Jungkook, & J-Hope                                               | Não       |              |
| BTS     | "Butterfly" (Alternative Mix)                 | The Most Beautiful Moment in Life: Young Forever | Sim             | "hitman" bang, Slow Rabbit, Pdogg, Brother Su, Rap Monster, & J-Hope                                   | Não       |              |
| BTS     | "Introduction : Youth"                        | Youth                                            | Sim             | Ryuja, "hitman" bang, Pdogg, Rap Monster, V, Jungkook, J-Hope, UTA, HIRO, Brother Su, & Devine Channel | Não       |              |
| BTS     | "Run" (Japanese ver.)                         | Youth                                            | Sim             | Pdogg, "hitman" bang, Rap Monster, V, Jungkook, & J-hope                                               | Não       |              |
| BTS     | "Fire" (Japanese ver.)                        | Youth                                            | Sim             | Pdogg, "hitman" bang, Rap Monster, & Devine Channel                                                    | Não       |              |
| BTS     | "Dope" (Japanese ver.)                        | Youth                                            | Sim             | Pdogg, Ear Attack, "hitman" bang, Rap Monster, & J-hope                                                | Não       |              |
| BTS     | "Good Day"                                    | Youth                                            | Sim             | Matt Cab, Ryuja, Rap Monster, & J-hope                                                                 | Não       |              |
| BTS     | "Save Me" (Japanese ver.)                     | Youth                                            | Sim             | Pdogg, Ray Michael Djan Jr, Ashton Foster, Samantha Harper, Rap Monster, & J-Hope                      | Não       |              |
| BTS     | "Boyz with Fun" (Japanese ver.)               | Youth                                            | Sim             | Rap Monster, Pdogg, "hitman" bang, J-hope, Jin, Jimin, V                                               | Sim       | Pdogg        |
| BTS     | "Wishing on a star"                           | Youth                                            | Sim             | Matt Cab, Williie Weeks, Daisuke, Rap Monster, & J-hope                                                | Não       |              |
| BTS     | "Butterfly" (Japanese ver.)                   | Youth                                            | Sim             | "hitman" bang, Slow Rabbit, Pdogg, Brother Su, Rap Monster, & J-Hope                                   | Não       |              |
| BTS     | "For You"                                     | Youth                                            | Sim             | UTA, HIRO, Rap Monster, J-hope, & Pdogg                                                                | Não       |              |
| BTS     | "I Need U" (Japanese ver.)                    | Youth                                            | Sim             | Pdogg, "hitman" bang, Rap Monster, & Brother Su                                                        | Não       |              |
| BTS     | "Epilogue: Young Forever" (Japanese ver.)     | Youth                                            | Sim             | Slow Rabbit, "hitman" bang, Rap Monster, & J-Hope                                                      | Não       |              |
| Agust D | "Intro: Dt sugA (feat. DJ Friz)               | Agust D                                          | Sim             | Pdogg                                                                                                  | Sim       | Pdogg        |
| Agust D | "Agust D"                                     | Agust D                                          | Sim             | — | Sim       | —            |
| Agust D | "Give It To Me"                               | Agust D                                          | Sim             | — | Sim       | —            |
| Agust D | "Skit"                                        | Agust D                                          | Sim             | — | Sim       | —            |
| Agust D | "724148"                                      | Agust D                                          | Sim             | — | Sim       | —            |
| Agust D | "140503 at dawn"                              | Agust D                                          | Sim             | Slow Rabbit                                                                                            | Sim       | Slow Rabbit  |
| Agust D | "The Last"                                    | Agust D                                          | Sim             | June & Pdogg                                                                                           | Sim       | June & Pdogg |
| Agust D | "Tony Montana" (feat. Yankie)                 | Agust D                                          | Sim             | Pdogg                                                                                                  | Sim       | Pdogg        |
| Agust D | "Interlude; Dream, Reality"                   | Agust D                                          | Sim             | Slow Rabbit                                                                                            | Sim       | Slow Rabbit  |
| Agust D | "So Far Away" (feat. Suran)                   | Agust D                                          | Sim             | Slow Rabbit                                                                                            | Sim       | Slow Rabbit  |
| BTS     | "Blood Sweat & Tears"                         | Wings                                            | Sim             | Rap Monster, J-Hope, "hitman" bang, & Kim Do-hoon                                                      | Não       |              |
| BTS     | "First Love"                                  | Wings                                            | Sim             | Miss Kay                                                                                               | Sim       | Miss Kay     |
| BTS     | "BTS Cypher Pt. 4"                            | Wings                                            | Sim             | Chris 'Tricky' Stewart, Medor J. Pierre, J-Hope, & Rap Monster                                         | Não       |              |
| BTS     | "Two! Three! [Still Wishing For Better Days]" | Wings                                            | Sim             | Slow Rabbit, Pdogg, "hitman" bang, J-Hope, & Rap Monster                                               | Não       |              |
| BTS     | "Interlude: Wings"                            | Wings                                            | Sim             | Pdogg, ADORA, J-Hope, & Rap Monster                                                                    | Não       |              |

## 2017
| Artista | Canção                                        | Álbum                | Letra da música | Letra da música                                                                                             | Música    | Música                     |
| Artista | Canção                                        | Álbum                | Creditado       | Com | Creditado | Com                        |
| ------- | --------------------------------------------- | -------------------- | --------------- | --- | --------- | -------------------------- |
| BTS     | "Spring Day"                                  | You Never Walk Alone | Sim             | Pdogg, ADORA, "hitman" bang, Arlissa Ruppert, Peter Ibsen, Rap Monster                                      | Não       |                            |
| BTS     | "Outro: Wings"                                | You Never Walk Alone | Sim             | Pdogg, ADORA, J-Hope, & SUGA                                                                                | Não       |                            |
| BTS     | "A Supplementary Story: You Never Walk Alone" | You Never Walk Alone | Sim             | Pdogg, "hitman" bang, Rap Monster, J-Hope, & Supreme Boi                                                    | Não       |                            |
| Suran   | "Wine"                                        | Walkin'              | Não             | | Sim       | Slow Rabbit, Suran, & June |
| BTS     | "DNA"                                         | Love Yourself: Her   | Sim             | "hitman" bang, Supreme Boi, RM, Pdogg, & KASS                                                               | Não       |                            |
| BTS     | "Best of Me"                                  | Love Yourself: Her   | Sim             | "hitman" bang, J-Hope, RM, Pdogg, Andrew Taggart, Ray Michael Djan Jr, Ashton Foster, ADORA, & Sam Klempner | Não       |                            |
| BTS     | "Pied Piper"                                  | Love Yourself: Her   | Sim             | Jinbo, "hitman" bang, J-Hope, RM, Pdogg, & KASS                                                             | Não       |                            |
| BTS     | "Outro: Her"                                  | Love Yourself: Her   | Sim             | J-Hope, Slow Rabbit, & RM                                                                                   | Não       |                            |
| BTS     | "Sea"                                         | Love Yourself: Her   | Sim             | Slow Rabbit, RM, & J-Hope                                                                                   | Sim       | Slow Rabbit, RM, & J-Hope  |

## 2018
| Artista            | Canção                                | Álbum                 | Letra da música | Letra da música | Musica    | Musica                |
| Artista            | Canção                                | Álbum                 | Creditado       | Com | Creditado | Com                   |
| ------------------ | ------------------------------------- | --------------------- | --------------- | --- | --------- | --------------------- |
| BTS                | "Intro: Ringwanderung"                | Face Yourself         | Sim             | "hitman" bang, ADORA, J-Hope, Pdogg, Ray Michael Djan Jr., RM, UTA, Ashton Foster, Andrew Taggart, & Sam Klempner                                           | Não       |                       |
| BTS                | "Best of Me" (Japanese ver.)          | Face Yourself         | Sim             | "hitman" bang, ADORA, J-Hope, Pdogg, Ray Michael Djan Jr., RM, Ashton Foster, Andrew Taggart, & Sam Klempner                                                | Não       |                       |
| BTS                | "Blood Sweat & Tears" (Japanese ver.) | Face Yourself         | Sim             | "hitman" bang, j-hope, Pdogg, Kim Do Hoon, & RM | Não       |                       |
| BTS                | "DNA" (Japanese ver.)                 | Face Yourself         | Sim             | "hitman" bang, KASS, Pdogg, RM, & Supreme Boi | Não       |                       |
| BTS                | "Spring Day" (Japanese ver.)          | Face Yourself         | Sim             | "hitman" bang, ADORA, Arlissa Ruppert, Pdogg, Peter Ibsen, & RM                                                                                             | Não       |                       |
| BTS                | "134340"                              | Love Yourself: Tear   | Sim             | Pdogg, ADORA, Bobby Chung, Martin Luke Brown, Orla Gartland, RM, & j-hope                                                                                   | Não       |                       |
| BTS                | "Paradise"                            | Love Yourself: Tear   | Sim             | Tyler Acord, MNEK, Song Jae-kyung, RM, & j-hope | Não       |                       |
| BTS                | "Love Maze"                           | Love Yourself: Tear   | Sim             | Pdogg, DJ Swivel, Candace Nicole Sosa, RM, j-hope, Bobby Chung, ADORA, & Yoon Kita                                                                          | Não       |                       |
| BTS                | "Magic Shop"                          | Love Yourself: Tear   | Sim             | Jungkook, Hiss noise, DJ Swivel, Candace Nicole Sosa, ADORA, j-hope, & RM                                                                                   | Não       |                       |
| BTS                | "Airplane Pt. 2"                      | Love Yourself: Tear   | Sim             | Pdogg, Ali Tamposi, Liza Owens, Roman Campolo, "hitman" bang, RM, & j-hope                                                                                  | Não       |                       |
| BTS                | "Anpanman"                            | Love Yourself: Tear   | Sim             | Pdogg, Supreme Boi, "hitman" bang, RM, & Jinbo | Não       |                       |
| BTS                | "So What"                             | Love Yourself: Tear   | Sim             | Pdogg, "hitman" bang, ADORA, RM, & j-hope | Não       |                       |
| BTS                | "Outro: Tear"                         | Love Yourself: Tear   | Sim             | Shin Myung-soo, DOCSKIM, RM, & j-hope | Não       |                       |
| RM, Suga, & J-Hope | "Ddaeng"                              | Lançamento sem álbum  | Sim             | RM, J.Pearl, & J-Hope | Sim       | RM, J.Pearl, & J-Hope |
| BTS                | "Spring Day" (Brit Rock Remix)        | Lançamento sem álbum  | Sim             | Pdogg, RM, ADORA, “hitman”bang, Arlissa Ruppert, & Peter Ibsen                                                                                              | Não       |                       |
| BTS                | "Trivia 轉: Seesaw"                   | Love Yourself: Answer | Sim             | Slow Rabbit | Sim       | Slow Rabbit           |
| BTS                | "I'm Fine"                            | Love Yourself: Answer | Sim             | Pdogg, Ray Michael Djan, Ashton Foster, Lauren Dyson, Jung Bobby, Yoon Guitar, Jordan "DJ Swivel" Young, Candace Nicole Sosa, RM, j-hope, & Samantha Harper | Não       |                       |
| BTS                | "Answer: Love Myself"                 | Love Yourself: Answer | Sim             | Pdogg, Jung Bobby, Jordan "DJ Swivel" Young, Candace Nicole Sosa, RM, j-hope, Ray Michael Djan, Ashton Foster, & Conor Maynard                              | Não       |                       |
| BTS                | "DNA" (pedal 2 la mix)                | Love Yourself: Answer | Sim             | Pdogg, "hitman" bang, KASS, Supreme Boi, & Suga | Não       |                       |
| BTS                | "Seesaw X I NEED U" (Remix)           | Lançamento sem álbum  | Sim             | — | Sim       | —                     |

## 2019
| Artista   | Canção         | Álbum            | Letra da música | Letra da música | Música    | Música |
| Artista   | Canção         | Álbum            | Creditado       | Com             | Creditado | Com    |
| --------- | -------------- | ---------------- | --------------- | --------------- | --------- | ------ |
| Lee So-ra | "Song Request" | Single sem álbum | Sim             | Tablo           | Não       |        |